# 孟公期
孟公期（？—？），中国春秋时期鲁国三桓孟氏的支子。 
鲁定公八年（前502年）十月初三，阳虎、季寤，公鉏极、公山不狃、叔孙辄、叔仲志计划在蒲圃设享礼时杀死季桓子季孙斯。阳虎驱车在前，林楚为季孙斯驾车，阳越走在最后。将到蒲圃，季孙斯策反了林楚。孟氏派人在门外为公期造房子。林楚鞭打，到大街上就乘马飞跑，为公期造房子的人关上大门。有人从门缝里用箭射杀了阳越。阳虎失败，逃到晋国。